# День «Нуль дискримінації»
День «Нуль дискримінації» — це щорічний день, який щороку відзначається 1 березня Організацією Об'єднаних Націй (ООН) та іншими міжнародними організаціями. День має на меті сприяти рівності перед законом та на практиці у всіх країнах-членах ООН. Цей день був вперше відзначений 1 березня 2014 року, а розпочатий виконавчим директором ЮНЕЙДС Мішелем Сідібе 27 лютого того ж року з головною подією в Пекіні.
У лютому 2017 року ЮНЕЙДС закликав людей «піднімати гамір довкола нульової дискримінації, говорити і не допускати дискримінації на заваді досягненню амбіцій, цілей і мрій».
Цей день особливо відзначають такі організації, як ЮНЕЙДС, які борються з дискримінацією людей, які живуть із ВІЛ/СНІДом. «ВІЛ-інфіковані та їхня дискримінація, пов'язані з ВІЛ, поширені й існують майже у всіх частинах світу, включаючи нашу Ліберію», за словами д-ра Івана Ф. Каманора, голови Національної комісії зі СНІДу в Ліберії. Програма розвитку ООН також у 2017 році вшанувала ЛГБТІ-хворих на ВІЛ/СНІД, які стикаються з дискримінацією.
Цього дня учасники кампанії в Індії виступили проти законів, що роблять дискримінацію ЛГБТІ-спільноти більш імовірною, особливо під час попередньої кампанії за скасування закону (Індійський кримінальний кодекс, s377), який раніше криміналізував гомосексуальність у цій країні. Цей закон було скасовано Верховним судом Індії у вересні 2018 року.
У 2015 році американські вірменці в Каліфорнії провели «вмирання» в День нульової дискримінації, щоб згадати жертв геноциду вірмен.